# Pisonia
Pisonia és un gènere de plantes amb flor de la família de les nictaginàcies.

## Taxonomia
- Pisonia aculeata L. (pantropical)[1]
- Pisonia alba Span.
- Pisonia albida (Heimerl) Britton ex Standl. - corcho bobo
- Pisonia brunoniana Endl. (Australàsia i Polinèsia)
- Pisonia capitata (S.Watson) Standl.
- Pisonia donnell-smithii Heimerl ex Standl. (El Salvador, Guatemala)
- Pisonia ekmani Heimerl (Cuba)
- Pisonia excelsa Blume
- Pisonia floridana Britt. ex Small
- Pisonia graciliscens (Heimerl) Stenmerik (Polinèsia)
- Pisonia grandis R.Br. - grans urpes del diable (Indo-Pacífic)
- Pisonia notundata Griseb.
- Pisonia rotundata Griseb. - urpes del diable llises
- Pisonia sandwicensis Hillebr. - Āulu (Hawaiʻi)[2]
- Pisonia sechellarum F.Friedmann (Seychelles)
- Pisonia siphonocarpa (Heimerl) Stenmerik (Polinèsia)
- Pisonia subcordata Sw. - mampú d'aigua
- Pisonia umbellifera (J.R.Forst. i G.Forst.) Seem. - (Indo-Pacífic)
- Pisonia wagneriana Fosberg - Pāpala kēpau (Kauaʻi a Hawaii)
- Pisonia zapallo[3]